# Anthophora rubricrus
Anthophora rubricrus är en biart som först beskrevs av Dours 1869. Den ingår i släktet pälsbin och familjen långtungebin. Inga underarter finns listade i Catalogue of Life.

## Beskrivning
Ett humlelikt bi med en kroppslängd på omkring 13 mm. Honan har svart grundfärg med vit till askgrå päls i ansiktet, på mellankroppen och på de fyra främsta tergiterna (ovansidans bakkroppssegment). Hanarna liknar honorna, men de har en gul mask i ansiktet och bakkroppen har endast grå färg på de två första tergiterna. Vingarna är genomskinliga hos båda könen.

## Ekologi
Som alla i släktet är arten ett solitärt bi och en skicklig flygare som föredrar torrare klimat. 
Arten är polylektisk; den cypriotiska populationen, som flyger mellan januari och april, har blivit sedd på oxtungor, vårlöken Gagea chlorantha, stenfrön, ringblommor, jordrökar, vitsenap, salvior, mjukplister, sparrisväxter, pärlhyacinter, irisväxter, ginstarter, Hagtornssläktet, mandelblommor, afodiller och rättikor. I Palestina flyger arten från januari till mars, och besöker framför allt ringblommor och Bellevalia, ett släkte inom sparrisväxter. Flygperioden i Israel varar mellan januari och april, och arten besöker blommor som afodiller, lavendelsläktet, mandelblommor, klofibblor, snokörter, oxtungor, salvior, Belevalia rosmarin, stjärnklöver, Alkanna-arter, Erucaria rostrata (en korsblommig växt) samt bocktörnet Lycium shawii.

## Utbredning
Arten finns i Grekland, både på fastlandet och på ön Lesbos, Cypern, Palestina och Israel, där den gärna uppehåller sig norr om Negevöknen..